# タイタイ (女性)
タイタイ（中国語: 太太、英語: tai tai）は、中国語の口語表現で、公職に選挙で選ばれた指導者の妻や、働いていない既婚女性を示す言葉。広東語における既婚女性への敬称と同じものである。一説には、英語の「ladies who lunch」に相当する言葉ともいわれる。

## 文化的含意
1919年の五四運動の頃には、この言葉は既に「新興ブルジョワの夫に依存している (dependent on her newly rising bourgeois husband)」妻のことを指すようになっており、その消費主義的ライフスタイルは、当時の中国のフェミニストたちや「新しい女性たち (new women)」が、まさしくそれ故に、そうはなるまいと努めた対象であった。
この言葉は広く知られるようになり、西洋の女性学の分野における議論でも用いられるようになっている、パール・バックは、小説『Three Daughters of Madame Liang』に登場するマダム・リャン (Madame Liang) を描写するのに、この言葉を使った。
1947年の映画『Long Live the Missus! / 太太萬歲』は、張愛玲（アイリーン・チャン）の原作により、黄紹芬が監督し、タイタイ同士の争いを風俗喜劇として描いた作品である。